# Clavelina lepadiformis
Clavelina lepadiformis — вид оболочников рода Clavelina семейства Clavelinidae, обитающие в северо-восточной Атлантике.

## Описание
Туника асцидии Claveilina lepadifrmis, но внутренности жёлтые или белые и хорошо заметны.

## Распространение
Clavelina lepadiformis распространены на мелководье в Ирландии и Великобритании, встречается от Норвегии до Средиземного моря.